# Lalitpur
|  | Per a altres significats, vegeu «Patan Lalitpur». |

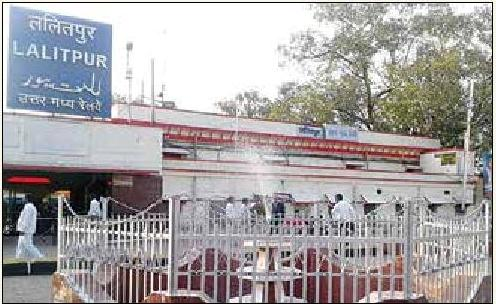
Imatge de la ciutat de Latipur.

Lalitpur (hindi: ललितपुर, urdú: للت پور) és una ciutat i municipi de l'Índia, a l'estat d'Uttar Pradesh, capital del districte de Lalitpur. Està situada a 24° 41′ N, 78° 25′ E / 24.68°N,78.42°E i al cens de 2001 apareix amb 111.810 habitants. La població el 1881 era de 10.684 habitants i el 1901 d'11.560.
La tradició diu que fou fundada per Lalita, esposa de Raja Sunier Singh. Fou arrabassada als gonds al segle xvi (1586) per Govind Bundela i el seu fill Rudra Pratap. Cent anys després fou inclosa a l'estat chandela de Chanderi. El 1800 aes va lliurar prop de la ciutat una indecisa batalla entre bundeles i marathes; el 1811 fou ocupada pels Sindhia de Gwalior i el coronel Jean Baptiste Filose hi va establir el seu quarter el 1812. Fou cedida als britànics el 1844 i convertida en capital del districte de Chanderi; el 1857 i 1858 va estar la major part del temps en mans del raja de Banpur, antic raja de Chanderi, que va restaurar el principat i es va proclamar independent el juny de 1857 però fou totalment derrotat l'octubre de 1858. Quan la ciutat de Chanderi i altres foren retornades a Gwalior, Lalitpur va donar nom al districte (1861). El 1870 es va formar la municipalitat. El 1891 va passar a formar part del districte de Jhansi. El 1974, quan es va restaurar el districte de Lalitpur, en va tornar a ser la capital.